# Alamosaure
Alamosaurus ("llangardaix d'Àlam") és un gènere de dinosaure sauròpode titanosàurid que visqué al sud-oest del que actualment correspon als EUA a finals del període Cretaci, fa entre 70 i 65 milions d'anys. Aquest dinosaure fou descobert a Montana, Nou Mèxic, Texas i Utah. Feia 21 m de longitud i 10 m d'alçada, pesava unes 27 tones.